# Комиссаржевский, Фёдор Петрович
Фёдор Петро́вич Комиссарже́вский, Коммиссаржевский (1838, Киевская губерния — 1 [14] марта 1905, Сан-Ремо, Италия) — русский оперный певец, лирико-драматический тенор, музыкальный педагог; отец драматической актрисы Веры Комиссаржевской и режиссёра Фёдора Комиссаржевского.

## Биография
Учился в Италии у Пьетро Репетто, пел в Риме, Милане, Опорто. Там же, в Италии, принимал участие в освободительном движении под руководством Дж. Гарибальди. На сезон 1860/61 гг. был ангажирован в одесскую итальянскую оперу антрепризы Серматтеи и Ко (амплуа первого тенора), где выступал вместе с русской оперной певицей и драматической актрисой А.Абариновой (Рейхельт). Вернувшись в 1863 году в Россию, c 1863 по 1880 пел в Санкт-Петербурге: сначала выступал в петербургской Итальянской опере, затем солист Мариинского театра, пользовался успехом, главным образом, благодаря сценическому таланту и умению эффектно фразировать.
В 1882 пел в спектаклях московского Большого театра. Переселившись в Москву, посвятил себя педагогической деятельности; профессор Московской консерватории (1882—1887), где поставил несколько оперных спектаклей как режиссёр-постановщик: «Волшебная флейта» (1884), «Водовоз» (1885), «Свадьба Фигаро» (1888); и где многие артисты Большого театра под его руководством готовили оперные партии.
В 1888 вместе с режиссёрами А. Ф. Федотовым, К. Станиславским и художником Ф. Л. Соллогубом создал в Москве «Общество искусства и литературы» и при нём Музыкально-драматическое училище, которое просуществовало до 1891. Общество разместилось в Москве в Нижнем Кисловском переулке, в доме, принадлежавшем когда-то семье высокопоставленных чиновников Секретарёвых, поэтому его сцена скоро получила негласное прозвище «Секретарёвка».
В 1887—1888 являлся музыкальным рецензентом газеты «Московский листок» под псевдонимом Дилетант. П. Чайковский посвятил ему романс «Скажи, о чём в тени ветвей» (ор. 57, № 1; 1884).
Умер в 1905 году в Сан-Ремо; похоронен в Риме на кладбище Тестаччо.

## Семья
Ф. П. Комиссаржевский тайно обвенчался в Царском Селе с дочерью офицера Преображенского полка Марией Николаевной Шульгиной, в браке с которой родились три дочери:
- Вера (1864—1910)
- Надежда (1868—1958)
- Ольга (1869—?)

Во время гастрольного турне Ф. П. Комиссаржевский познакомился с литовской княжной Курцевич, на которой вскоре женился; в этом браке родился сын:
- Фёдор (1882—1954)

## Творчество

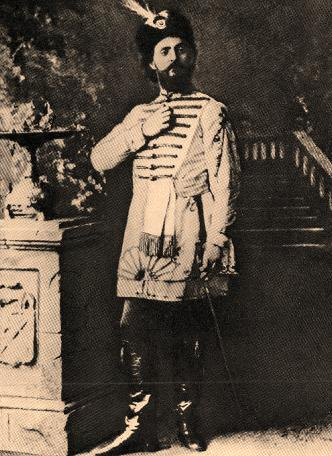
Фёдор Комиссаржевский, первый исполнитель роли Лжедмитрия в опере «Борис Годунов»

Его пение отличалось изяществом и тонкостью фразировки, сценическое исполнение — темпераментом, высокой артистической культурой. Выдающийся педагог занимался со своими учениками (в их числе К. С. Станиславский) не только пением, но и драматическим искусством.
Первый исполнитель таких партий, как Дон Жуан («Каменный гость» А. С. Даргомыжского), Самозванец («Борис Годунов» М. П. Мусоргского), Вакула («Кузнец Вакула» П. И. Чайковского), Синодал («Демон» Рубинштейна).
Среди других партий — Фауст («Фауст» Ш. Гуно), Йонтек («Галька» Монюшко); пел в «Русалке», «Фра-Дьяволо», «Фаворитке»; наряду с П. Лодием, с которым чередовался в спектаклях, один из первых исполнителей партии Левко («Майская ночь»); выступал во многих других операх.

## Ученики Ф. П. Комиссаржевского
Ученики: Л. Аренци, А. Больска, С. Борисоглебский, А. Бреви, Е. Верни, Л. Донской, С. Егизаров, Е. Клебек, П. Кошиц, А. Лацис, П. Оленин, К. Серебряков, И. Соколов, В. Тютюнник, В. Шкафер, В. Эберле.